# Lozoya (rzeka)
Lozoya – dopływ rzeki Jarama i rzeki Tajo, która wpada do Oceanu Atlantyckiego. Lozoya rozpoczyna się w Sierra de Guadarrama, na zboczu wspólnoty autonomicznej Madryt. Następnie biegnie przez dolinę Lozoya.